# Labruyère, Oise

Labruyère este o comună în departamentul Oise, Franța. În 1 ianuarie 2022 avea o populație de 699 de locuitori.